# (4465) Rodita
(4465) Rodita est un astéroïde de la ceinture principale.

## Description
(4465) Rodita est un astéroïde de la ceinture principale. Il fut découvert le 14 octobre 1969 à Naoutchnyï par Bella Bournacheva. Il présente une orbite caractérisée par un demi-grand axe de 2,44 UA, une excentricité de 0,13 et une inclinaison de 3,3° par rapport à l'écliptique.

## Compléments